# گوراجوب مرادبیگ
 گوراجوب مرادبیگ  (به کردی: گه‌وره‌جووێ مێراوه‌ Gewrecû-ŷ Mêrawe)، روستایی است از توابع بخش گهواره (به كردی گاواره) و در شهرستان دالاهو استان کرمانشاه ایران. دهستان گوراجوب گوران شامل 4 روستای گوراجوب قشلاق، گوراجوب باباکرم، گوراجوب زیدعلی و گوراجوب مرادبیگ بوده که گوراجوب مرادبیگ مرکز دهستان گوران بود
اهالی این روستا به آیین اهل حق معتقدند.

## جمعیت
این روستا در دهستان گورانی قرار داشته و بر اساس سرشماری سال ۱۳۸۵ جمعیت آن (۷۰خانوار) ۲۴۷نفر 
بوده است.

## تخلیۀ روستا به خاطر ساخت سد
عملیات ساخت سد آزادی (زمکان) از سال ۱۳۸۵ آغاز شد و از آن زمان مردم روستای گوراجوب مرادبیگ کم‌کم مجبور به مهاجرت شدند. در سال ۱۳۹۲ باقی‌ماندۀ اهالی روستا نیز روستا را تخلیه کردند و گوراجوب به کلی خالی از سکنه شد. اگرچه به مردم روستا وعده داده شده‌بود که مکانی برای ساخت مجدد روستا در نظر گرفته می‌شود،‌اما این اتفاق نیفتاد و مردم روستا در شهرک‌ها و روستاهای دیگر پراکنده شده یا در حاشیۀ‌ شهر کرمانشاه ساکن شدند.